# Cooloolamonster
Cooloolamonster (Cooloola propator) är en hopprätvinge med ett grävande levnadssätt som förekommer i sydöstra Queensland i Australien. Arten är typart för släktet Cooloola, som är det enda släktet i den för Australien endemiska hopprätvingefamiljen Cooloolidae. 
Cooloolamonster beskrevs vetenskapligt första gången 1980 och den sågs då som så olik andra hopprätvingar att den placerades i en egen familj. Den hittades första gången 1976 i Coolooladelen i Great Sandy nationalpark och det är efter området som den upptäcktes i som den fått sitt trivialnamn. Det vetenskapliga släktnamnet och familjenamnet kommer också från detta. Sedan dess har ytterligare tre arter i familjen Cooloolidae beskrivits.

## Levnadssätt
Cooloolamonster är påtagligt anpassad till ett grävande levnadssätt i sandig mark. Trots att den hör till underordningen långhornsrätvingar har den korta antenner och den är kraftigt och robust byggd och har speciellt anpassade grävben för att gräva sig fram i sanden. Vingarna är tillbakabildade och insekten kan inte flyga. Honorna kommer aldrig upp på markytan, men hanarna kan gräva sig upp till markytan under regniga nätter och vandra omkring i sökandet efter en hona. Födan består av skalbaggslarver och cikadanymfer som den finner i den sandiga marken.